# 고이시카와

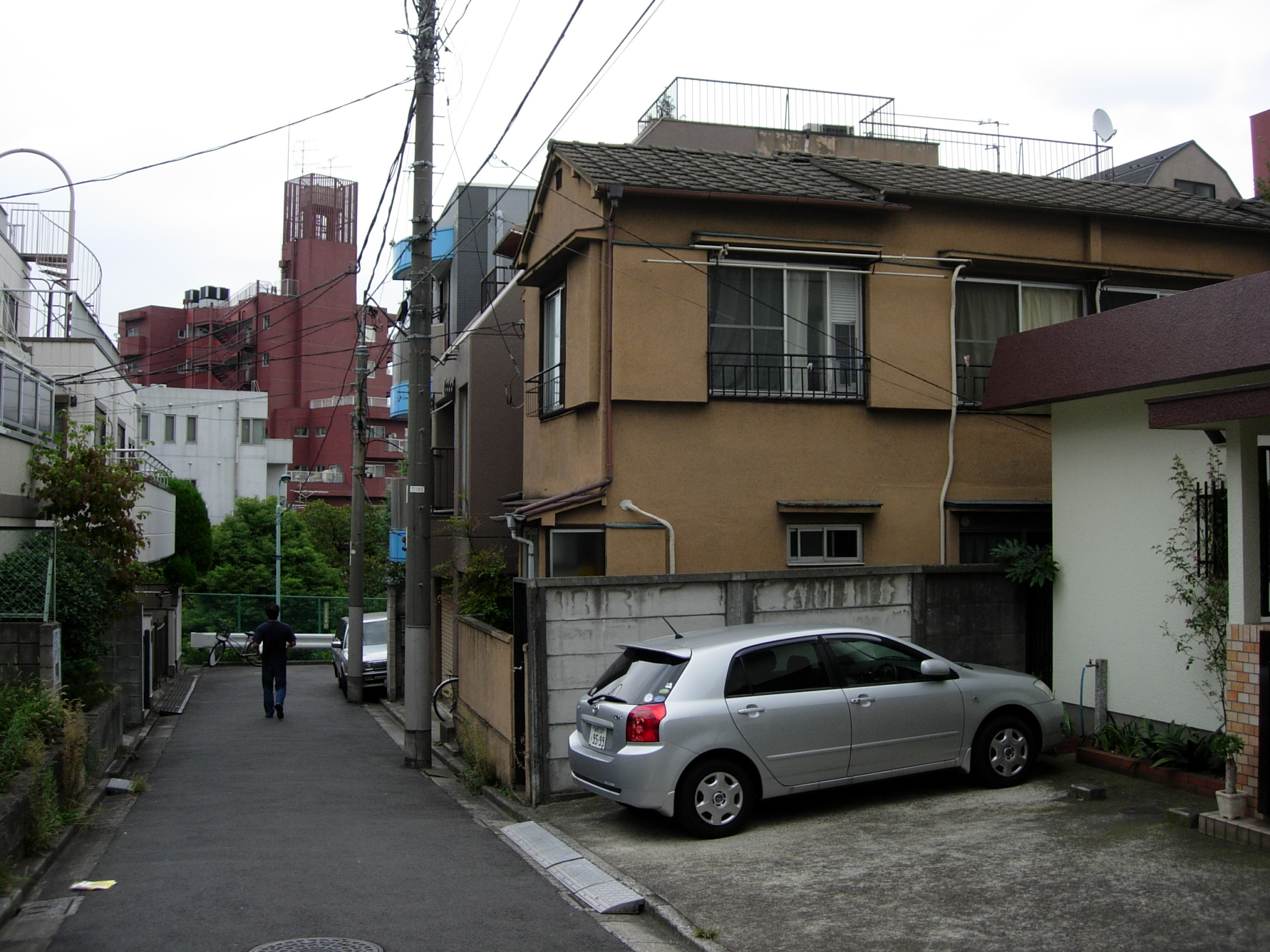
고이시카와

고이시카와(일본어: 小石川 こいしかわ[*])은 도쿄도 분쿄구의 정명이다.